# Nordlig fugleedderkop
Nordlig fugleedderkop, også tapetserfugleedderkoppen (Atypus affinis) har kraftige giftkroge, som den normalt bruger til at hugge op i sit bytte – fluer, bænkebidere mv. – nedefra, når det kravler hen over spindet, som edderkoppen har lavet over et hul. Tapetserfugleedderkoppen findes på bl.a. Bornholm og Nyborg vold og kan blive op til 2 cm lang. Hannerne er mindre og mørkere. Edderkoppens særlige kendetegn er de meget store giftkroge. Giftkrogene er fremadrettede ved hug. Biddet er kraftigt, så tag ikke edderkoppen op i hånden, selvom edderkoppen regnes for ufarlig for mennesker. Fugleedderkoppen findes gerne på sydvendte varme skråninger, hvor den med sine tætte, kraftige ben er tilpasset til at leve i jorden. Hver edderkop har sin egen rørtunnel, der kan være 30-40 cm dyb. Edderkoppens tunnelrør af spind stikker 4-5 cm uden for overfladen og fungerer som en kamufleret fælde. Tapetserfugleedderkop kan blive ret gammel – omkring 10 år.
På trods af sit navn, tilhører nordlig fugleedderkop ikke samme familie som de ægte fugleedderkopper. Ægte fugleedderkopper tilhører familien Theraphosidae, mens nordlig fugleedderkop tilhører familien Atypidae. Begge familier tilhører dog infraordenen Mygalomorphae, der primært kendes på, at giftkrogene vender vertikalt.